# Landgericht Hohensalza
Das Landgericht Hohensalza war ein deutsches Gericht der ordentlichen Gerichtsbarkeit im Bezirk des Oberlandesgerichts Posen mit Sitz in Inowrazlaw (damaliger amtlicher Name: Hohensalza).

## Geschichte
Das Landgericht Hohensalza wurde während der deutschen Besetzung Polens 1939 mit Erlass vom 26. November 1940 als Landgericht im Bezirk des Oberlandesgerichtes Posen gebildet. Der Sitz des Gerichtes war Hohensalza. Sein Sprengel umfasste die Stadt Hohensalza und die Kreise Hohensalza, Dietfurt, Hermannsbad, Mogilno und Schubin. Dem Landgericht wurden folgende Amtsgerichte zugeordnet:
| Amtsgericht             | Sitz        |
| ----------------------- | ----------- |
| Amtsgericht Alexandrowo | Alexandrowo |
| Amtsgericht Exin        | Exin        |
| Amtsgericht Hohensalza  | Hohensalza  |
| Amtsgericht Labischin   | Labischin   |
| Amtsgericht Mogilno     | Mogilno     |
| Amtsgericht Radziejow   | Radziejow   |
| Amtsgericht Schubin     | Schubin     |
| Amtsgericht Strelno     | Strelno     |
| Amtsgericht Tremessen   | Tremessen   |
| Amtsgericht Znin        | Znin        |

Im Jahre 1945 wurde der Landgerichtsbezirk wieder unter polnische Verwaltung gestellt. Damit endete auch die kurze Geschichte des Landgerichtes Hohensalza und seiner Amtsgerichte.

## Richter
- Walter Lange (ab 1941)